# Mikrospora

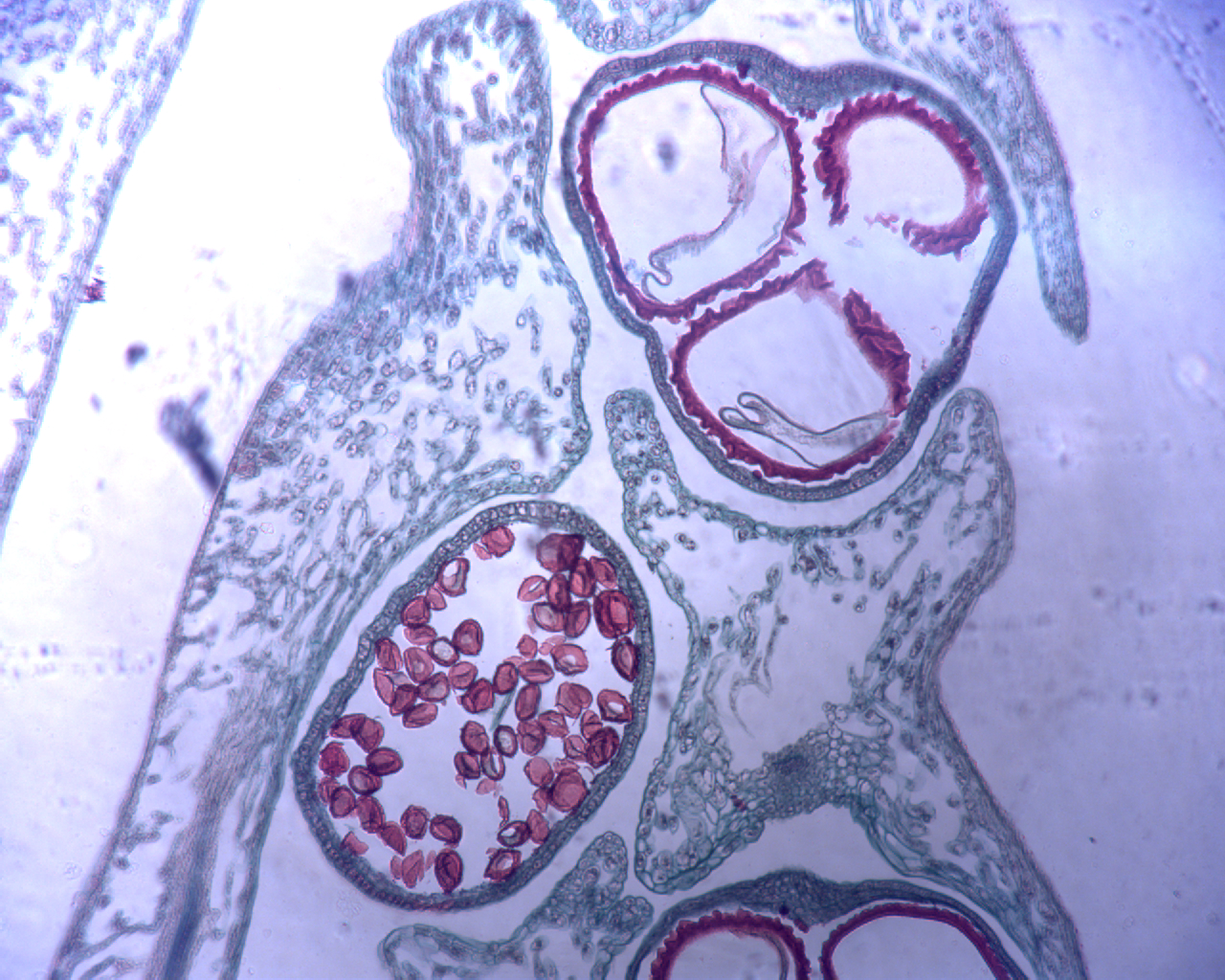
Mikroskopowe zdjęcie spor widliczki (zaznaczone na czerwono). Trzy wielkie spory na górze zdjęcia to megaspory, a liczne małe spory na dole to mikrospory

Mikrospora – zarodnik męski, z którego rozwija się gametofit męski (przedrośle męskie). Mikrospory wytwarzane są w mikrosporangium na sporoficie. Występują u roślin różnozarodnikowych (wymarłe gatunki skrzypowych, niektóre widłaki i paprocie oraz wszystkie rośliny nasienne).
Proces powstawania mikrospor u paprotników różnozarodnikowych i roślin nasiennych nazywa się mikrosporogenezą.